# Musée Wittert

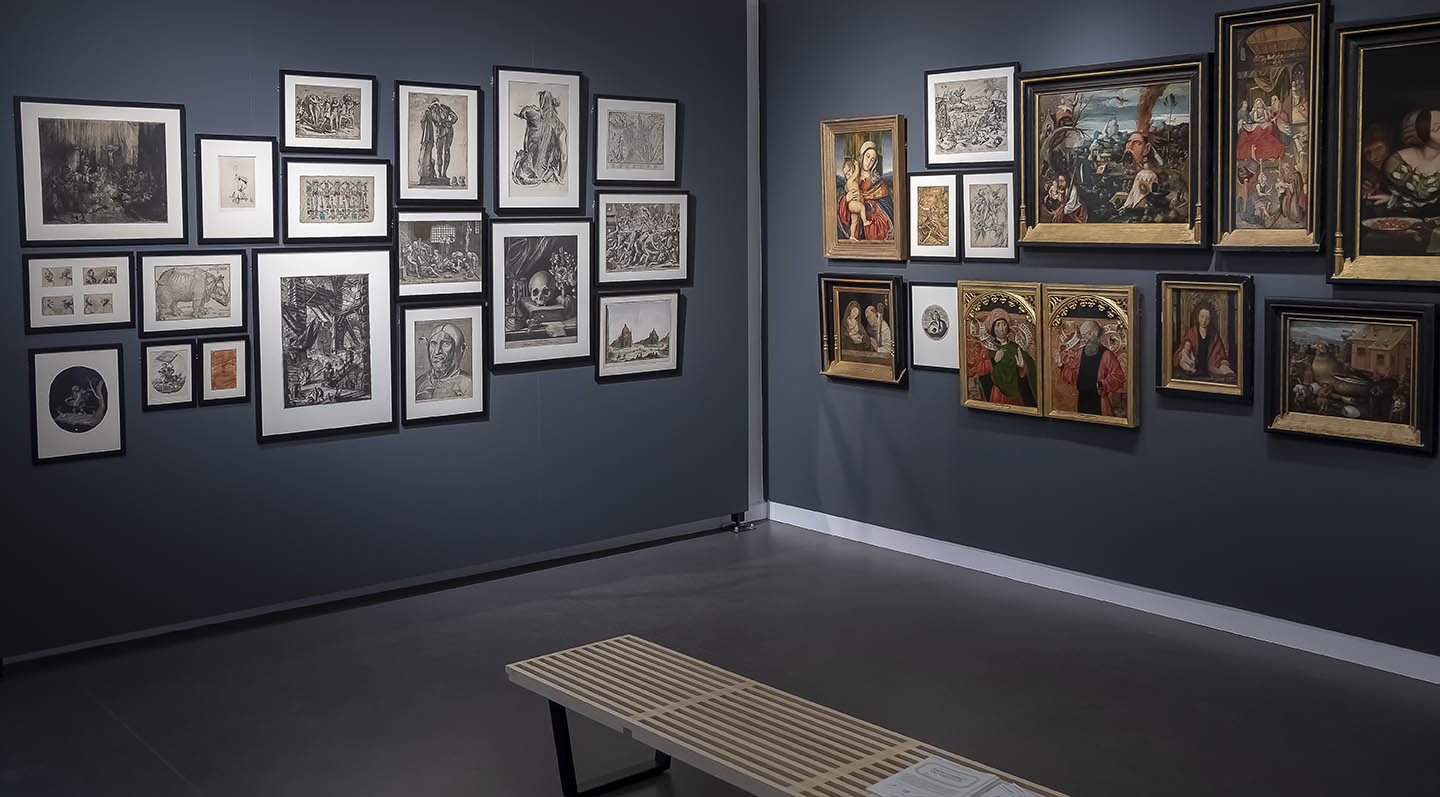
Vue intérieure du Musée Wittert, exposition de référence "Merveilles et curiosités des collections d'art de l'université de Liège".

Musée d'art de l'Université de Liège, le Musée Wittert conserve plus de 65 000 œuvres de natures diverses (estampes, dessins, peintures, sculptures, photographies, numismatique, objets africains...). Implanté dans l'une des plus anciennes ailes de l'université, place du 20-Août à Liège, il a, en 2018, changé de nom (le musée se dénommait jusque là Galerie Wittert) et a fait l'objet de réaménagements. 
Les espaces d'exposition ont été totalement réaménagés de manière à pouvoir présenter en alternance l'exposition de référence et des expositions temporaires.

## L'histoire des collections
Si la constitution de la collection remonte à la fondation de l’Université de Liège en 1817 par le roi Guillaume 1er des Pays-Bas, l'apport majeur intervient en 1903 lorsque le baron Adrien Wittert lègue à l'État belge pour l’Université de Liège l'entièreté de sa collection (20 000 volumes, dont 117 manuscrits, de nombreux incunables et éditions anciennes ou rares, 25 000 dessins et estampes, 117 matrices, une cinquantaine de tableaux anciens et près de 150 objets d'art et de curiosité).
Depuis lors, les collections d’art de l’université n’ont cessé de s’enrichir à la faveur de diverses donations et acquisitions dont nous épinglerons ici les plus importantes :
- 1929 : donation des héritiers du professeur Charles Firket (objets africains et quelques pièces d’origine océanienne)
- 1930 : donation des époux Ruhl-Hauzeur (maquettes, photographies et numismatique)
- 1955 : donation de professeur André de Rassenfosse (environ 10 000 ex-libris collectionnés par Marie Rassenfosse, épouse de l’artiste liégeois Armand Rassenfosse)
- 1977 : legs de la veuve de Fernand Pisart (tableaux d'Auguste Donnay, de James Ensor et de Léon Spilliaert)
- 1985 : donation d'Idel Ianchelevici (environ 6 000 dessins...)

À ces exemples s’ajoutent les autres donations, d’importance variable, qui aujourd’hui[Quand ?] encore contribuent à l’enrichissement du patrimoine universitaire, en ouvrant le champ des productions artistiques.

## Les collections
Les arts graphiques constituent la spécificité du musée. Le fonds Wittert (25 000 dessins et estampes) s’est étoffé au fil des ans, tant par des achats (le legs s’accompagnait, en effet, d’une rente annuelle destinée à enrichir les collections d’art graphique), que par des donations. Aujourd’hui[Quand ?], ce sont plus de 51 000 dessins et estampes que le musée conserve ![réf. nécessaire] Si le fonds d’estampes englobe des œuvres d’artistes renommés (Albrecht Altdorfer, Andrea Mantegna, Lucas Cranach, Jérôme Cock, Lucas de Leyde, Martin Schongauer, Jacques Callot, Francisco de Goya, Pierre-Joseph Redouté, Félicien Rops, Ernest Marneff, Fernand Khnopff, François Maréchal, James Ensor, Pierre Alechinsky, Maurice Pasternak…) qui permettent d’illustrer de manière très complète l’histoire de l'image imprimée en Europe, du XVe au XXe siècle, il abrite également des centaines de tirages rares ou anonymes, des XVe et XVIe siècles essentiellement. Parmi les pièces majeures : l'Apocalypse d'Albrecht Dürer, la quasi-totalité de l'œuvre gravé de Rembrandt, les Grands Paysages de Pieter Bruegel, la série des Carceri d’Invenzione de Giovanni Battista Piranesi… L’étude des gravures et dessins des XVe et XVIe siècles fait actuellement[Quand ?] l’objet du Wittert Project, projet de recherche soutenu par l’Université de Liège.
D’autres axes sont à identifier : les tableaux du legs Wittert, les objets africain], la collection d’ex-libris, le fonds photographique et les pièces en lien avec l’histoire de l’Université (vues de bâtiments, portraits de professeurs et de recteurs…).

## Types d’œuvres présentes dans les collections
- Gravures
- Dessins
- Peinture
- Photographies
- Numismatique
- Sculptures
- Art africain

## Galerie

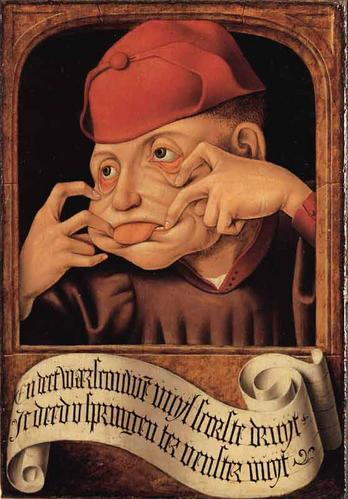
Anonyme flamand, Diptyque satirique, huile sur bois, 1520-1530, université de Liège - Musée Wittert, inv. 12013.
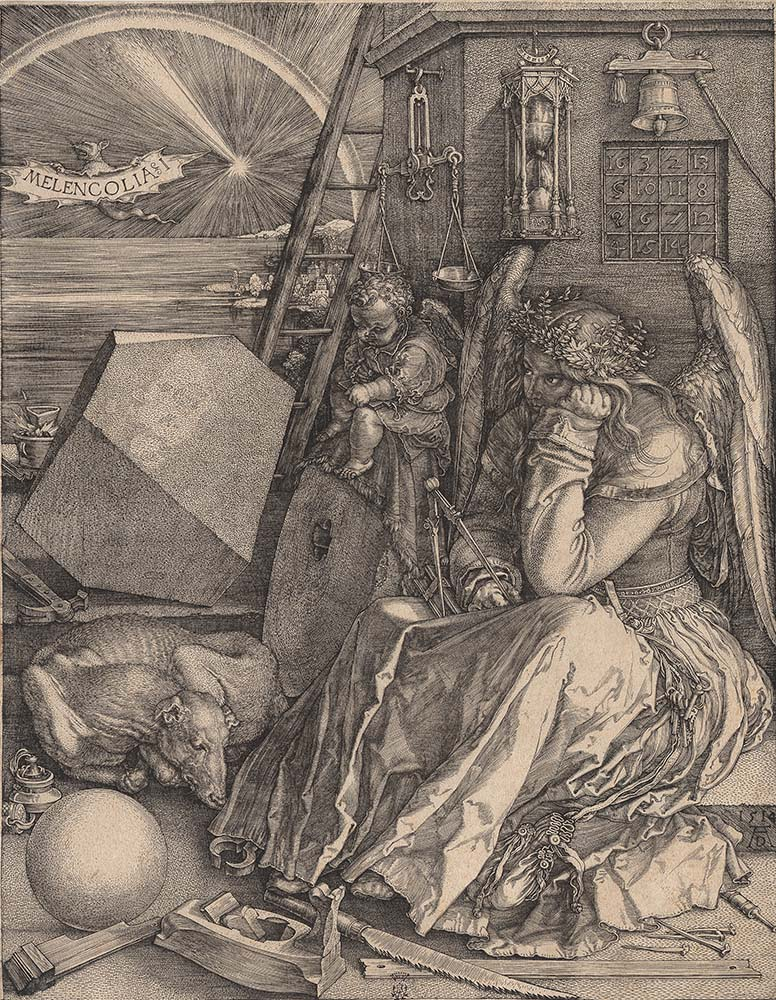
Albrecht Dürer, La Mélancolie (Melancolia I), burin, 1514, université de Liège - Musée Wittert, inv. 8329.